# Frank Iero
Frank Anthony Iero Jr. (Belleville, 31 de outubro de 1981) é um músico americano que é o guitarrista rítmico e vocalista de apoio da banda de rock My Chemical Romance e um guitarrista do supergrupo L.S. Dunes. Ele também foi o vocalista principal da banda de post-hardcore Leathermouth. Ele tem um projeto solo intitulado Frank Iero and the Future Violents (anteriormente frnkiero andthe cellabration e Frank Iero and the Patience). Ele lançou seu álbum solo de estreia intitulado Stomachaches em 26 de agosto de 2014.

## Infância
Ele nasceu em Belleville, Nova Jersey. Quando criança, ele sofreu várias crises de bronquite e infecções de ouvido, o que fez que ele passou grande parte de sua infância no hospital. Iero é intolerante à lactose e tem várias outras alergias alimentares. Ele frequentou uma escola católica para jovens do nono ano do ensino fundamental, até o segundo ano do ensino médio. Nessa época, ele conseguiu uma bolsa de estudos para a faculdade de Universidade de Rutgers, mas desistiu para sair em turnê com o My Chemical Romance.
Os pais de Iero se separaram quando ele era jovem e ele cresceu morando com sua mãe, que emprestou seu porão para os ensaios do seu filho; seu pai e avô eram músicos e ambos foram grandes influências para Iero quando ele era jovem. Seu pai o ensinou a tocar bateria, mas Iero teve total interesse em tocar guitarra.

## Carreira musical

### Primeiras bandas e Pencey Prep (1997-2002)
Frank começou a tocar em bandas locais da cena punk de Nova Jersey quando tinha 11 anos. Antes de se juntar ao My Chemical Romance, ele atuou como vocalista do grupo de punk-rock Pencey Prep. A banda lançou um álbum, Heartbreak in Stereo, pela gravadora independente Eyeball Records antes de se separar. O Pencey Prep fazia seus ensaios no mesmo estúdio que o projeto musical de Gerard Way, que na época estava procurando membros para formar o que seria o My Chemical Romance, ao mostrar interesse no grupo, Iero logo se junto ao My Chemical Romance, ajudando a fazer as primeiras apresentações ao vivo. Depois que seu grupo princiapl se separou, Frank tocou em várias bandas antes de ser oferecido a vaga de guitarra rítmica no My Chemical Romance.

### My Chemical Romance (2002–2013)

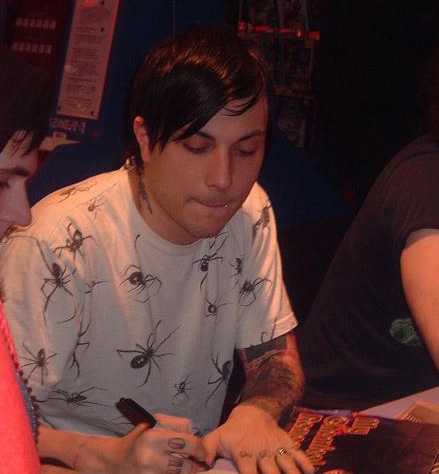
Frank Iero em 2006

Iero se juntou ao My Chemical Romance em 2002 e foi destacado por compor as faixas da guitarra base em duas faixas, "Honey, This Mirror Isn't Big Enough for the Two of Us" e "Early Sunsets Over Monroeville", em seu álbum de estreia I Brought You My Bullets, You Brought Me Your Love. Iero se apresentou no segundo álbum de estúdio da banda, Three Cheers for Sweet Revenge, lançado em 8 de junho de 2004, compondo a totalidade das faixas de guitarra rítmica do disco. My Chemical Romance lançou seu terceiro álbum de estúdio, The Black Parade, em 24 de outubro de 2006. O quarto álbum de estúdio do My Chemical Romance, Danger Days: The True Lives of the Fabulous Killjoys foi lançado em 22 de novembro de 2010. A banda anunciou sua separação em 22 de março de 2013.

### Leathermouth e projetos paralelos (2007–2016)
Iero liderou o quinteto de hardcore punk Leathermouth, que lançou seu álbum de estreia XO em janeiro de 2009, pela Epitaph Records. A banda se separou no final de 2010. Ele se envolveu em uma banda cover do The Cure chamada The Love Cats, e tocou baixo com a banda americana Reggie and the Full Effect em sua turnê de despedida. Sua primeira música solo, "This Song Is A Curse", foi lançada como faixa bônus na trilha sonora oficial do filme de Tim Burton, Frankenweenie. Mais tarde, ele postou uma faixa que gravou como uma piada em 15 minutos, e seguiu com um cover da música 'Be My Baby', originalmente famosa por The Ronettes.
Em 7 de dezembro de 2010, Iero deixou a gravadora Skeleton Crew que ele e sua esposa haviam fundado para se concentrar em sua família e suas músicas com o My Chemical Romance, afirmando que, embora ele adorasse continuar com a gravadora, ele não poderia conciliar sua carreira com a banda, suas filhas recém-nascidas, e co-dirigir um negócio. Ele foi um juiz para o 7º anual Independent Music Awards, uma premiação para apoiar artistas independentes.

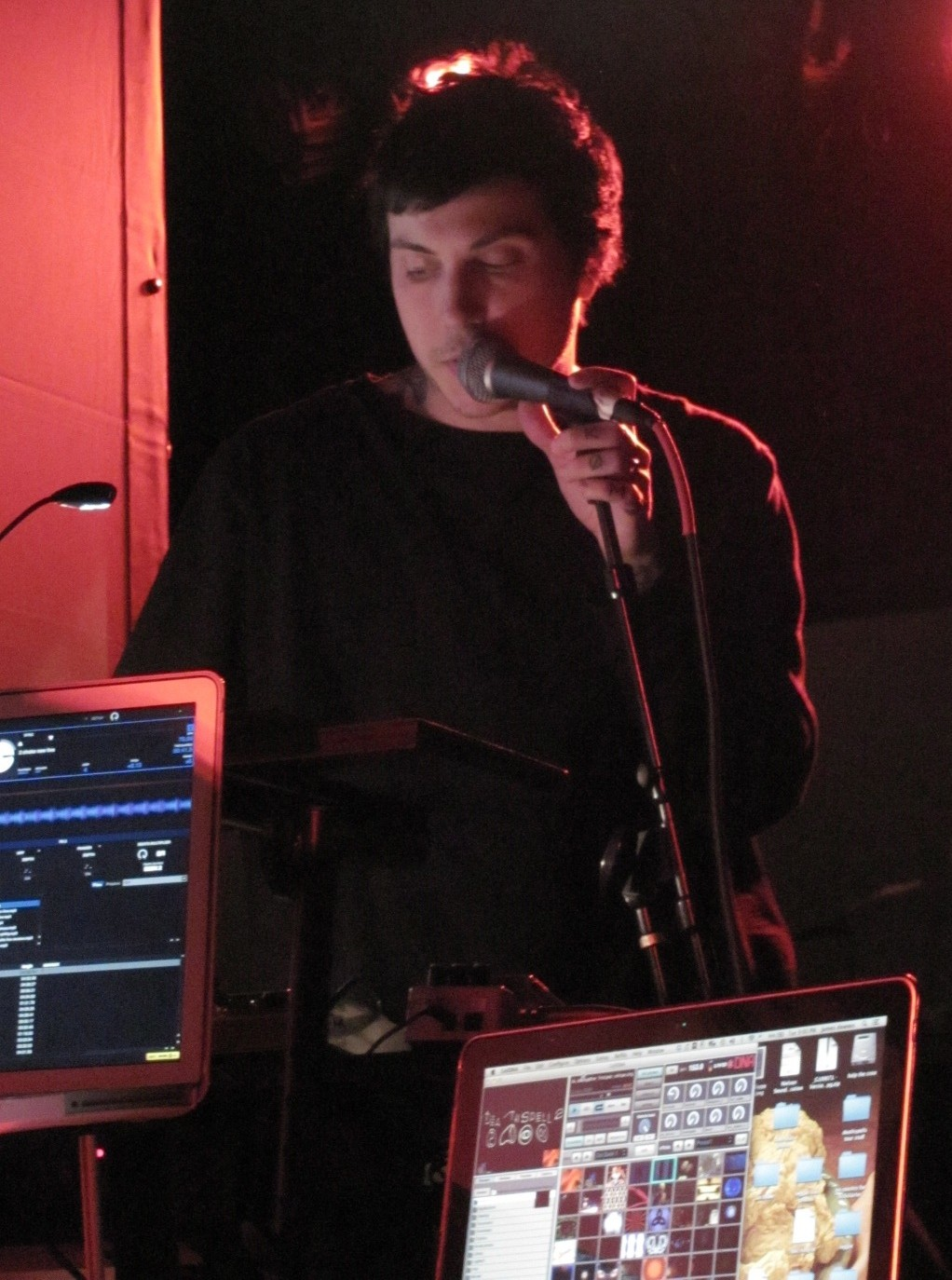
Frank Iero em uma apresentação em 2013

No início de 2013, Iero e James Dewees anunciaram que estavam trabalhando em um novo projeto, uma banda de hardcore chamada Death Spells. Eles também anunciaram uma turnê de apoio ao Mindless Self Indulgence e uma apresentação no Skate and Surf Festival em Nova Jérsia. Começando uma semana antes da turnê Mindless Self Indulgence, Death Spells postou uma pequena demo de uma nova música todas as noites à meia-noite, culminando com seu primeiro single completo "Where Are My Fucking Pills?" e um videoclipe de acompanhamento. Esperava-se que um álbum completo fosse lançado no final de 2013, mas foi adiado até 2016, quando o álbum Nothing Above, Nothing Below foi lançado em 29 de julho daquele ano.
Durante a inatividade inicial de Death Spells em 2013, Iero tocou novas músicas solo ao vivo e postou outras em seu Soundcloud, então insinuou que ele tinha um álbum completo de músicas escritas com mais conteúdo sendo criado continuamente. Isso foi confirmado para um álbum solo.

### Carreira solo (2013-presente)
Em 28 de novembro de 2013, ele anunciou através de seu site oficial e sua conta no Twitter que um lançamento de duas faixas intitulado "For Jamia..." seria lançado digitalmente e em vinil limitado em 10 de dezembro. Depois que sua antiga banda se separou, Frank começou a escrever músicas em seu estúdio caseiro. Ao longo do resto de 2013, ele começou a tocar algumas músicas ao vivo em eventos, postou uma demo de "joyriding" e gravou um álbum completo. Frank toca tudo no álbum, exceto a bateria que foi tocada pelo ex-baterista do My Chemical Romance, Jarrod Alexander. Ele também montou uma banda de turnê, chamada Frnkiero And the Cellabration. Em junho de 2014, ele anunciou sua assinatura com a Staples Records e seu álbum de estreia, Stomachaches, com lançamento previsto para 25 de agosto, sob o nome de frnkiero e cellabration. Isto foi seguido com datas de turnê (em acompanhamento a Taking Back Sunday e The Used) e um single de estreia chamado "Weighted". Em 4 de agosto de 2014, ele lançou o videoclipe dessa música. Um segundo single e vídeo de acompanhamento para a música "Joyriding" foi lançado. A banda abriu para a banda inglesa de rock alternativo Mallory Knox em novembro de 2014 em sua primeira turnê no exterior. A banda anunciou datas para 2015 no México, Estados Unidos e Europa e tocou nos festivais de Reading e Leeds. A banda também abriu para o Against Me nos EUA em uma turnê.

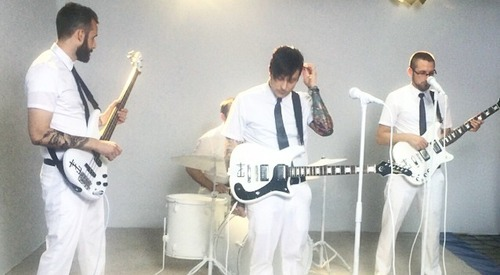
Frnkiero andthe Cellabration, imagem de 2014

Eles realizaram dois shows acústicos em Nova Jersey apresentando material novo e anunciando que iriam ao estúdio para gravar um segundo álbum em duas semanas. Em 22 de maio de 2016, ele anunciou oficialmente a gravação de um novo álbum e uma turnê na Austrália, com uma mudança de nome para a banda que agora é conhecida como Frank Iero and the Patience. A banda se apresentou no Shadow of the City com The 1975 em Nova Jersey e está tocando nas duas datas num festival chamado Riot Fest em setembro de 2016. Após um acidente de automóvel que feriu Iero e seus companheiros de banda, todas as datas restantes de 2016 foram canceladas. Iero lançou seu segundo álbum de estúdio intitulado Parachutes em 28 de outubro e voltou a excursionar em 2017.
Em 31 de dezembro de 2018, Iero anunciou seu novo projeto solo, Frank Iero and the Future Violents. Ele lançou seu terceiro álbum de estúdio, Barriers, no nome do seu novo projeto em 31 de maio de 2019. A revista musical Loudwire o nomeou um dos 50 melhores álbuns de rock de 2019..

#### Membros em apresentações ao vivo
Frank Iero and the Future Violents
- Frank Iero – vocais principais, guitarra
- Evan Nestor – guitarra, percussão, vocais de apoio
- Matt Armstrong – contrabaixo
- Tucker Rule – bateria e percussão
- Kayleigh Goldsworthy - teclado, violino, vocais de apoio

Frank Iero and the Patience
- Frank Iero – vocais principais, guitarra
- Evan Nestor – guitarra, vocais de apoio
- Steve Evetts – contrabaixo
- Matt Olson – bateria, percussão, vocais de apoio

frnkiero andthe cellabration.
- Frank Iero – vocais principais, guitarra
- Evan Nestor – guitarra, vocal de apoio
- Rob Hughes – contrabaixo, vocal de apoio
- Matt Olson – bateria, percussão, vocal de apoio

### Reunião do My Chemical Romance (2019)
Em 31 de outubro de 2019, o My Chemical Romance anunciou que se reuniria com uma data em Los Angeles em 20 de dezembro e uma nova linha de produtos da banda. Eles anunciaram que também fariam shows na Austrália, Nova Zelândia e Japão em 2020. A turnê foi posteriormente adiada para 2022, devido à pandemia do COVID-19. O último concerto aconteceu em 26 de março de 2023, em Osaka, Japão. O status da banda pós-turnê é atualmente desconhecido.

## Equipamento
Nos primeiros dias do My Chemical Romance, Iero usava principalmente uma Gibson SG e provavelmente a utilizou para suas gravações em I Brought You My Bullets, You Brought Me Your Love. Embora Iero continuasse a usar sua SG, ele ficou mais conhecido por usar guitarras Epiphone Les Paul, particularmente um modelo Les Paul Elitist fabricado no Japão, na cor Antique Ivory, conhecido como "Pansy", que se tornou a guitarra principal da coleção de Iero, a ponto de ele ter construído réplicas para decoração em sua casa. No entanto, em uma apresentação da MTV por volta de 2006, a Pansy foi destruída após ser lançada em um letreiro da MTV. A integridade desse letreiro foi subestimada e resultou na fratura do braço da guitarra Pansy. Esta parte foi posteriormente reparado e o tensor substituído, permanecendo na coleção pessoal de Iero. Após isso, ele passou a usar guitarras Gibson Les Paul para o álbum The Black Parade, incluindo sua Gibson Les Paul Studio Antique White. Iero também usou uma Gibson Les Paul Junior sunburst durante a turnê de suporte do álbum. Outra Epiphone Les Paul Elitist foi usada por Iero durante a turnê de The Black Parade, ao lado de outra guitarra conhecida como "Zombie". Iero usou uma Fender Stratocaster no videoclipe de Desolation Row. Em 2011, ele colaborou com a Epiphone para projetar a guitarra Wilshire Phant-O-Matic, que ele usou no palco durante a World Contamination Tour de My Chemical Romance, a turnê "Honda Civic" e nos festivais Reading e Leeds. Ele continuou a usar essa guitarra enquanto excursionava com suas próprias bandas. Ele também usa o amplificador Orange Rockerverb MKII 100 e o gabinete Orange 160 Watt Guitar 4x10 Vintage. Ele usa principalmente um pedal Boss BD-2 Blues Driver como seu principal overdrive.
Para a Turnê de Reunião do My Chemical Romance (2019-2023), Iero teve uma seleção muito mais ampla de guitarras, incluindo sua clássica Epiphone Les Paul, Fender Telecaster, Fender Jaguar e outras. Também para esta turnê, ele recebeu uma nova Fender Custom Shop Jazzmaster Dakota Red, ao lado do baixista da banda, Mikey Way (que recebeu seus dois baixos Fender Jazz Bass com especificações de assinatura). Iero parece ter se voltado recentemente para as guitarras Fender enquanto estava em turnê com o MCR e também em sua nova banda, L.S. Dunes.
Ao tocar com a banda do ex-tecladista do My Chemical Romance, James Dewees, Reggie and the Full Effect, substituindo o falecido baixista do Slipknot, Paul Gray, no baixo, ele tocava um Fender Precision Bass preto através de um amplificador Ampeg 8x10 anteriormente pertencente ao baixista do MCR, Mikey Way, o qual ele vendeu, junto com muitos outros itens de sua vasta coleção, em 2023. Iero deixou a banda em 2014.

### Epiphone Frank Iero Wilshire Phant-O-Matic
A Epiphone Wilshire Phant-o-matic é uma guitarra elétrica projetada por Frank Iero em colaboração com a Epiphone. Ela é baseada no corpo de uma Epiphone Wilshire com muitos componentes de uma Epiphone Les Paul, como o braço e os captadores. A guitarra surgiu da relação de longa data de Iero com as guitarras Epiphone, afirmando em uma entrevista que, quando a banda estava começando, eles precisavam ser cuidadosos com o dinheiro e gastá-lo apenas onde era necessário, e afirmou que, entre ele e o guitarrista principal Ray Toro, as guitarras Epiphone eram sempre uma alternativa barata aos modelos da Fender e Gibson que também resistiriam na estrada. Quando a Epiphone entrou em contato com Iero para fornecer guitarras para suas próximas turnês e a ideia de uma guitarra de assinatura foi mencionada, Iero agarrou a oportunidade para criar uma guitarra que mantivesse o timbre e a sensação de uma Les Paul, enquanto reduzia o peso para diminuir a fadiga e a tensão nas costas. A Phant-o-matic estava disponível nas cores marfim antigo e verde esmeralda.

## Vida pessoal e visões políticas
Iero possui muitas tatuagens, incluindo logotipos das bandas Black Flag e The Misfits, símbolos de seu amor pelo seu estado natal, Nova Jérsia, uma tatuagem combinando a palavra "revenge" com James Dewees, em referência ao segundo álbum de estúdio de My Chemical Romance, Three Cheers for Sweet Revenge, e outras feitas pela renomada tatuadora Kat Von D: um monstro de Frankenstein e retratos de suas avós e avô, todas elas apresentadas no livro High Voltage Tattoo de Von D e a última das quais foi feita em um episódio de seu reality show LA Ink, no qual Iero foi destaque. Outra das tatuagens icônicas de Iero é a palavra 'BOOKWORM' em seus dedos.
Em 5 de fevereiro de 2007, Iero se casou com sua namorada de longa data, Jamia Nestor, depois de pedi-la em casamento em 25 de maio de 2006, durante a gravação de The Black Parade. Em 7 de setembro de 2010, Iero anunciou no site oficial do My Chemical Romance que ele e sua esposa Jamia se tornaram pais de gêmeas. Em 6 de abril de 2012, ele anunciou através de sua conta oficial no Twitter que sua esposa havia dado à luz seu filho.
Em 13 de outubro de 2016, Iero ficou ferido em um acidente rodoviário. Enquanto ele e sua banda descarregavam sua van para um show em Sydney, Austrália, um ônibus de passageiros vazio os atingiu. Iero foi arrastado cerca de 10 metros ao longo da calçada pelo ônibus e creditou "uma enorme mochila" por salvar sua vida naquele dia. Ele cancelou todos os shows restantes de 2016 e mais tarde falaria sobre aquele dia, dizendo: "É incrível para mim que todos ainda estejam vivos. Ninguém que testemunhou o acidente pensou que estaríamos".
Em resposta à vitória de Donald Trump nas eleições presidenciais dos Estados Unidos de 2016, Iero twittou: "Me sinto triste e envergonhado. Esta manhã, tudo que pude dizer aos meus filhos quando eles acordaram foi 'Sinto muito'".

## Discografia
| Como frnkiero and the cellabration - Stomachaches (2014) Como Frank Iero and the Patience - Parachutes (2016) - Keep The Coffins Coming EP (2017) Como Frank Iero and the Future Violents - Barriers (2019) - Heaven Is a Place, This Is a Place EP (2021) Solo - "This Song Is a Curse" (2012) - For Jamia (2012) - "B.F.F." (2014) - "Extraordinary Girl" versão cover para Kerrang Does American Idiot (2014) Com Pencey Prep - Heartbreak in Stereo (2001) Com Reggie and the Full Effect - No Country for Old Musicians (2013) | Com My Chemical Romance - I Brought You My Bullets, You Brought Me Your Love (2002) - Three Cheers for Sweet Revenge (2004) - The Black Parade (2006) - Danger Days: The True Lives of the Fabulous Killjoys (2010) Com Leathermouth - XO (2009) Com Death Spells - Nothing Above, Nothing Below (2016) |